# الراعي الصالح
الراعي الصالح (The Good Shepherd) فيلم دراما وجاسوسية أمريكي انتج عام 2006، إخراج روبرت دي نيرو وبطولة مات ديمون وأنجلينا جولي. على الرغم من قصته الخيالية إلا أنه يستند إلى أحداث حقيقية حول ولادة مكافحة التجسس في وكالة المخابرات المركزية.

## القصة
يعد إدوارد ويلسون (مات ديمون) شابا مستقيما من الناحية الأخلاقية، يتسم بالشرف والحكمة، وهما الصفتان اللتان ساعدتاه على أن يتم اختياره للعمل بمكتب الخدمات الإستراتيجية حديث التأسيس (الاسم السابق ل وكالة المخابرات المركزية الأمريكية)، بعدما تخرج مباشرة من جامعة يال.
وفي أثناء عمله هناك، سرعان ما تتحول مثله العليا تدريجيا إلى الارتياب في نوايا مؤيدي الحرب الباردة، من العاملين معه بنفس المكتب. ويقود ويلسون العمليات السرية التي تقوم بها المخابرات المركزية في خليج الخنازير. وتتشكك وكالة المخابرات المركزية في حصول فيدل كاسترو على معلومات سرية من داخل الوكالة، ويسعى ولسون وراء الكشف عن مصدر تسريب تلك المعلومات.
في الوقت ذاته، يشعر ويلسون منذ انتحار والده برغبة في فعل الخير وتحقيق الصالح العام، لكنه اعتاد أن يتخذ القرار تلو الآخر؛ الذي يجعل من حياته جحيما في مرحلة لاحقة.وسرعان ما يصبح ويلسون أحد كبار المسؤولين بالوكالة، بينما يتزايد انعدام الثقة لديه في جميع من حوله. ويؤدي إخلاصه الشديد في عمله إلى أن يدفع الثمن غاليا، حيث يقوده ذلك الإخلاص إلى التضحية بمثله العليا، وأخيرا بأفراد أسرته.

## طاقم التمثيل
- مات ديمون بدور إدوارد ويلسون.
- روبرت دي نيرو بدور بيل سوليفان.
- أنجلينا جولي بدور مارغريت ويلسون.
- أليك بالدوين بدور عميل مكتب التحقيقات الفيدرالية سام مورك.
- بيلي كرودب بدور آرش كامنغز.

## روابط إضافية
- الراعي الصالح على موقع IMDb (الإنجليزية)
- الراعي الصالح على موقع ميتاكريتيك (الإنجليزية)
- الراعي الصالح على موقع الموسوعة البريطانية (الإنجليزية)
- الراعي الصالح على موقع روتن توميتوز (الإنجليزية)
- الراعي الصالح على موقع نتفليكس (الإنجليزية)
- الراعي الصالح على موقع قاعدة بيانات الأفلام العربية
- الراعي الصالح على موقع ألو سيني (الفرنسية)
- الراعي الصالح على موقع أول موفي (الإنجليزية)
- الراعي الصالح على موقع بوكس أوفيس موجو (الإنجليزية)
- الراعي الصالح على موقع فيلمافينيتي (الإسبانية)
- The Good Shepherd على موقع أول موفي.